# Bukan
Bukan (perz. بوکان) je grad u pokrajini Zapadni Azarbajdžan na sjeverozapadu Irana. Zemljopisno je smješten u dolini rijeke Simine-Rud između planina Kuh-e Šah-Rešal (1418 m) i Kuh-e Nal-Šekan (1582 m), oko 150 km jugoistočno od pokrajinskog sjedišta Urmije, 50 km južno od Mijandoaba, 50 km jugoistočno od Mahabada, te 30 km sjeverno od Sakeza. Bukan se u povijesti ne spominje prije kadžarskog razdoblja. Gradu gravitira niz manjih naselja čije se gospodarstvo temelji na stočarstvu i ratarstvu odnosno uzgoju pšenice, ječma, drugih žitarica, šećerne repe, duhana i ljetnih usjeva. Državna cesta 21 povezuje grad s Mijandoabom, Bonabom i Tabrizom na sjeveru odnosno Sakezom, Sanandadžom i Kermanšahom na jugu, a mjesne ceste povezuju ga i s Mahabadom na sjeverozapadu odnosno ruralnim naseljima na jugozapadu i istoku. Većina gradskog stanovništva su Kurdi, a ranije u 20. stoljeću postojala je i manja židovska zajednica od 70 obitelji. Prema popisu stanovništva iz 2006. godine u Bukanu je živjelo 150.703 ljudi.

## Unutarnje poveznice
- Zapadni Azarbajdžan

## Vanjske poveznice
- (perz.) Službene stranice grada Bukana  Arhivirana inačica izvorne stranice od 19. svibnja 2016. (Wayback Machine)

Ostali projekti
|  | Zajednički poslužitelj ima još gradiva o temi Bukan |